# トマス・オズボーン (第4代リーズ公爵)

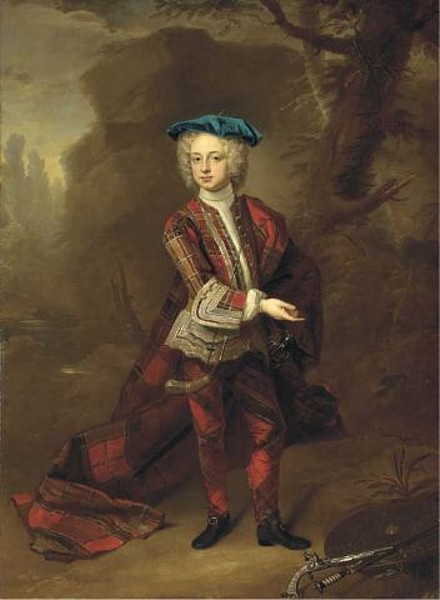
ハイランドの服装を着るトマス・オズボーン、ハンス・ヒジング作、1726年。

第4代リーズ公爵トマス・オズボーン（英語: Thomas Osborne, 4th Duke of Leeds KG PC FRS、1713年11月6日 – 1789年3月23日）は、グレートブリテン王国の貴族、政治家、裁判官。1713年から1729年までダンビー伯爵の儀礼称号を、1729年から1731年までカーマーゼン侯爵の儀礼称号を使用した。

## 生涯
第3代リーズ公爵ペレグリン・オズボーンと1人目の妻エリザベス（1713年11月20日没、初代オックスフォード＝モーティマー伯爵ロバート・ハーレーの娘）の長男として、1713年11月6日生まれた。ウェストミンスター・スクールで教育を受けた後、1731年5月9日に父が死去するとリーズ公爵位を継承した。1731年7月6日にオックスフォード大学クライスト・チャーチに入学、1733年4月9日に民法学博士の学位を修得した。1735年2月3日、貴族院議員に就任した。1739年12月20日、王立協会フェローに選出された。
1748年に寝室侍従になり、同年11月に南トレント巡回裁判官に任命された。1749年6月22日にガーター勲章を授与され、1756年に巡回裁判官から王室会計長官に転じた。1757年3月26日に枢密顧問官に任命され、1761年に王室会計長官から北トレント巡回裁判官に転じ、1774年まで務めた。また、ウェスト・ライディング・オブ・ヨークシャー副統監も務めた。
1789年3月23日にセント・ジェームズ・スクエアで死去、ハートヒルの諸聖人教会に埋葬された。長男と次男に先立たれたため、三男フランシスが爵位を継承した。

## 家族
1740年6月26日、第2代ゴドルフィン伯爵フランシス・ゴドルフィンの娘メアリー・ゴドルフィン（1723年ごろ – 1764年8月3日）と結婚、3男1女をもうけた。
- 男子 - 夭折[4]
- トマス（1747年10月5日 – 1761年8月15日） - 天然痘で早世[1]
- フランシス（1751年1月29日 – 1799年1月31日） - 第5代リーズ公爵[1]
- ハリエット - 早世[4]